# Майлс Моралес
Майлс Гонсало Моралес (на английски: Miles Gonzalo Morales) е измислен супергерой, появяващ се в американските комикси, публикувани от Марвел Комикс. Той е един от героите, известни като Спайдър-Мен, създаден през 2011 г. от сценариста Браян Майкъл Бендис и художничката Сара Пикели, с участието на тогавашния главен редактор на Марвел Аксел Алонсо. Героят притежава сили, подобни на тези на оригиналния Спайдър-Мен, които са извлечени от ухапване на паяк, генетично модифициран от врага на Спайдър-Мен Норман Осбърн в опит да се дублират тези способности.
Майлс е син на баща афроамериканец и майка пуерториканка. Той е вторият Спайдър-Мен, който се появява в Ultimate Marvel, импринт с отделна приемственост от основната вселена на Марвел, наречена Ultimate Universe (Земя-1610), появяващ се за първи път в Ultimate Fallout #4 (август 2011) след смъртта на Питър Паркър.
Реакциите към героя са различни. Някои, включително съ-създателят на Спайдър-Мен, Стан Лий, одобряват създаването на положителен модел за подражание от цветнокожите деца. Други изразяват недоволство от замяната на Питър Паркър, като Гардиън, Фокс Нюз и Кюлчър Мап Хюстън съобщават, че някои фенове гледат на решението като на опит на Марвел Комикс да покаже политическа коректност и че въвеждането на малцинствен Спайдър-Мен е рекламен трик за привличане на повече читатели, обвинение, което Алонсо отрича. Александра Петри от Вашингтон Поуст призовава героят да бъде оценяван по качеството на историите му, които събират положителни отзиви.
В резултат на популярността на героя, Майлс Моралес е адаптиран в множество медии извън комиксите. Той е главният герой във филмовия франчайз Спайди-вселената, започващ през 2018 г. с филма Спайдър-Мен: В Спайди-вселената, който печели „Оскар“ за най-добър пълнометражен анимационен филм.

## История
Концепцията за афроамерикански Спайдър-Мен е обсъдена за първи път няколко месеца преди изборите през ноември 2008 г. на Барак Обама за президент на Съединените щати. Тогавашният главен редактор на Марвел Комикс Аксел Алонсо описва ситуацията: „Когато планирахме, осъзнахме, че сме на ръба на това Америка да избере първия си афроамерикански президент и признахме, че може би е настъпило времето да преразгледаме добре една от нашите икони“. Този нов Спайдър-Мен ще замени Паркър като Спайдър-Мен само в импринта Ultimate Marvel, чийто сюжет се развива във вселена, отделна от основната на Марвел, в която героите на издателството са преосмислени за публика от 21-ви век.
Майлс Моралес е създаден от сценариста Браян Майкъл Бендис и художничката Сара Пикели. Мислите на Бендис за героя и начина, по който изглежда при първата си поява, са силно повлияни от появата на афроамериканския актьор Доналд Глоувър с костюм на Спайдър-Мен. Това е препратка към неуспешна онлайн кампания, която се опитва да осигури на Глоувър прослушване за главната роля във филма от 2012 г. Невероятният Спайдър-Мен. Бендис казва за Глоувър: „Той изглеждаше фантастично! Видях го в костюма и си помислих: „Бих искал да прочета тази книга“. Така че се радвах, че пиша тази книга“.
При създаването на визуалния облик на Майлс, Пикели следва обичайната си практика да подхожда към дизайна, като обмисля личността на героя, включително произхода, който го е повлиял, и отличителните черти, които той ще покаже, като дрехите, които носи, езика на тялото и жестове. Пикели също така проектира новия костюм на Спайдър-Мен, предимно черно облекло с червена лента и червено лого на паяк. Тя работи върху четири издания на Ultimate Spider-Man, преди да я потърсят да работи по новото заглавие с Майлс Моралес. Пикели, която работи с графичен таблет Cintiq 12wx, добавя още екранни тонове към илюстрациите си, за да придаде това, което нарича „по-поп“ усещане за книгата“, което според нея би било подходящо за поредицата.
Моралес е роден и израснал в Бруклин, Ню Йорк, тогава 13-годишен син на баща афроамериканец и майка пуерториканка. Аксел Алонсо описва Майлс като интелигентен маниак с научни интереси, подобна на своя предшественик Питър Паркър. Героят дебютира в четвъртия брой на Ultimate Fallout, който е издаден на 3 август 2011 г. По-късно участва в обновената поредица Ultimate Comics: Spider-Man, написанd от Бендис и нарисуванd от Пиuели, през септември 2011 г.
Сравнявайки Майлс с Питър Паркър, Бендис създава различни конфликти и тревоги за героя. Веднага след като придобива свръхчовешките си способности от ухапване от паяк в дома на чичо си, Арън, на когото Майлс се възхищава, но първоначално не знае, че е престъпник, бащата на Майлс, Джеферсън, обяснява на Майлс, че преди да се роди, Джеферсън и Арън са били крадци, прекарали известно време в затвора, и че докато Джеферсън се поправя с годините, Арън не. Според Бендис това дава повод на Майлс да се чуди дали чертите, които водят до престъпно поведение, са заложени в неговата ДНК, което го кара да се съмнява дали по същество е добър човек или не, и какво крие бъдещето му за него. Тези проблеми допълнително преследват Майлс, след като той се разочарова от Арън и Арън умира от случайна експлозия, предизвикана по време на битка между двамата, казвайки: „Ти си точно като мен“ на Майлс, преди да умре.

## Сборно издание
- През ноември 2023 г. издателство Артлайн Студиос публикува омнибусът Майлс Моралес: Върховния Спайдър-мен, с твърда корица и обложка, в превод на Здравко Генов, съдържащ 1168 страници.[19]